# 6244 Okamoto
6244 Okamoto è un asteroide della fascia principale. Scoperto nel 1990, presenta un'orbita caratterizzata da un semiasse maggiore pari a 2,1596609 UA e da un'eccentricità di 0,1525900, inclinata di 5,39770° rispetto all'eclittica.